# The Christophers
The Christophers är en amerikansk komedifilm, som har en planerad premiär i september 2025 på Toronto International Film Festival. Filmen är regisserad av Steven Soderbergh, efter ett manus skrivet av Ed Solomon.

## Handling
Barnen till en en gång berömd konstnär (Ian McKellen) anlitar en förfalskare (Michaela Coel) för att färdigställa några oavslutade målningar.

## Rollista (i urval)
- Ian McKellen
- Michaela Coel
- James Corden
- Jessica Gunning